# Qanāt-e Seh
Qanāt-e Seh (persiska: قنات سه) är en ort i Iran.   Den ligger i provinsen Kerman, i den centrala delen av landet, 800 km sydost om huvudstaden Teheran. Qanāt-e Seh ligger 2 049 meter över havet och antalet invånare är 109.
Terrängen runt Qanāt-e Seh är kuperad.Runt Qanāt-e Seh är det glesbefolkat, med 13 invånare per kvadratkilometer. Närmaste större samhälle är Hojedk, 4,2 km nordväst om Qanāt-e Seh. Omgivningarna runt Qanāt-e Seh är i huvudsak ett öppet busklandskap.